# Peperomia roseocaulis
Peperomia roseocaulis är en pepparväxtart som beskrevs av Truman George Yuncker. Peperomia roseocaulis ingår i släktet peperomior, och familjen pepparväxter. Inga underarter finns listade i Catalogue of Life.